# Сьверчек (Мазовецьке воєводство)
Сьверчек (пол. Świerczek) — село в Польщі, у гміні Шидловець Шидловецького повіту Мазовецького воєводства.
Населення — 337 осіб (2011).
У 1975-1998 роках село належало до Радомського воєводства.

## Демографія
Демографічна структура станом на 31 березня 2011 року:
|          | Загалом | Допрацездатний вік | Працездатний вік | Постпрацездатний вік |
| -------- | ------- | ------------------ | ---------------- | -------------------- |
| Чоловіки | 179     | 40                 | 119              | 20                   |
| Жінки    | 158     | 29                 | 100              | 29                   |
| Разом    | 337     | 69                 | 219              | 49                   |